# Prince of Persia Classic
Prince of Persia Classic (укр. Класичний Принц Персії) — відеогра, римейк оригінальної гри «Принц Персії», розроблений компанією Gameloft. Реліз гри відбувся 13 червня 2007 року для Xbox Live Arcade та 23 жовтня 2008 року для PlayStation Network, a так само для мобільних телефонів з підтримкою Java додатків. 2 березня 2012 була випущена версія для мобільної платформи iOS, 13 вересня 2012 — для Android.

## Опис
Рімейк найпершої гри серії Prince of Persia. Підступний Візир Джаффар, викрав наречену Принца, з метою змусити її стати своєю дружиною. Самого Принца, Візир замкнув у темниці, а Принцесі дав на роздуми рівно годину. У Принца є година, щоб починаючи з темниці, піднятися на верхні поверхи палацу та врятувати Принцесу. У грі, дизайн рівнів та ігровий процес, виконані в стилі оригінальної гри, але використовується тривимірна графіка. Гра виглядає як Prince of Persia: The Sands of Time — зовнішність Принца, Візира, Принцеси й вартових, та й сама східна стилістика також повторюють «Піски Часу». Похмурі підземелля стали більш яскравими, а також присутні й поверхи поза темниці — на тлі видно небо, а самі балкони усіяні квітучими рослинами. Відеоролики у грі також виконані в дусі «Пісків Часу» (вони програються при початку нового етапу). У самих відеороликах немає нічого особливого — нам показують Принцесу, що дивиться на годинник і чекає своєї долі.
Завдяки вдосконаленому рушію в грі з'явилися нові можливості:
- Перекат.
- Забіг вгору по стіні.
- Відскок від стіни.
- Стрибок вгору з поворотом на 180 градусів.
- Сальто назад з розворотом на 180 градусів.
- Використання контратаки та добиваючого руху.
- Метелики — покажчик.

## Режими
У грі присутні декілька режимів:
- Звичайний режим проходження гри. Гравець обирає складність і проходить гру від початку до кінця.
- Режим повтору рівня. Гравець може вибрати будь-яку з пройдених локацій і переграти її.
- Ghost-mode — заново проходження етапу з «привидом» — прозорою копією, що повторює минуле проходження даного етапу.